# Henri-Léopold Lévy
Ne doit pas être confondu avec Léopold Lévy.
Henri Lévy, né le 23 septembre 1840 à Nancy et mort le 29 décembre 1904 à Paris 18e, est un peintre français.

## Biographie
Fils de fabricants de broderies, il intègre les Beaux-Arts de Paris en 1856, dans les ateliers de François-Édouard Picot, d'Alexandre Cabanel, et plus tardivement, d’Eugène Fromentin, auquel l’unira une longue amitié. Ayant conservé, des deux premiers, le gout des compositions historiques savamment ordonnées, surtout appliquées à la décoration, et du troisième un sens très personnel du coloris, il s'émancipe rapidement de sa formation académique pour puiser son inspiration dans le romantisme de Delacroix ou l’orientalisme Chassériau, puis le symbolisme de Gustave Moreau, et ses motifs dans la Bible, l’Ancien Testament et les mythes de l’Hellade. Il se crée un genre mixte et très personnel tenant du classique par la noblesse des altitudes et la recherche des lignes, et du moderne par la beauté du ton et la richesse assourdie des couleurs.
Il obtient une première médaille au Salon de 1865 avec Hécube retrouve au bord de la mer le corps de son fils Polydore, puis en 1867 avec Joas sauvé du massacre des petits-fils d'Athalie et enfin en 1869, avec l’Hébreu captif pleurant sur les ruines de Jérusalem. Cette première récompense, qui sera suivie de nombreuses autres, le fait désigner aux suffrages de ses confrères pour les fonctions de membre du jury, qu’il occupera jusqu’à sa mort.
Travaillant sans relâche, il expose en 1900 La Jeune Fille et la Mort à l'exposition universelle, et continue à exposer au Salon jusqu'en 1903. Il reçoit, en parallèle, de nombreuses commandes de compositions pour des bâtiments publics : Le Bon Marché, L'Industrie et le Commerce en 1976 pour Le Bon Marché ; d'autres réalisations pour l’hôtel de ville de Pantin, la même année, ou encore La Prédication, La Mort et La Résurrection, en 1897, pour l'église Saint-Merri, la Mort de saint Jean-Baptiste (1886), dont la tête n'est autre que celle du poète Albert Mérat.
Au Salon de 1872, il expose Hérodiade, qui recevra un excellent accueil de la critique, et lui vaudra la Légion d’honneur. Représentée à l’exposition universelle de 1878, cette toile lui vaudra la médaille de première classe, avec les tableaux sur la vie de saint Denis que l'on retrouve dans l'église de Saint Merri.
Avant tout peintre d'histoire, il réalise de nombreux décors dans le cadre du programme iconographique de la propagande de l’Ordre moral de la Troisième République visant à affirmer les fondements catholiques et monarchiques de la France, notamment le Couronnement de Charlemagne (1881) destiné au Panthéon de Paris, pour le cycle de peintures sur l'histoire de France confié par Chennevières à l’abbé Claude Bonnefoy, doyen de Sainte-Geneviève. Il est aussi l'auteur des Gloires de la Bourgogne, où se distingue un portrait de Bossuet, qui orne un panneau de la salle des États du palais des ducs de Bourgogne à Dijon, la Mort de Sarpédon, d’abord exposé au musée du Luxembourg, et des panneaux de l'hôtel Chevallier, avenue de Messine. Il s’est acquis une réputation dans le portrait, spécialement le portrait d’homme.

Mort des suites d'une angine de poitrine à son domicile parisien, Henri Lévy repose au cimetière de Montmartre. Sa dernière œuvre, la Fin des religions, laissée à l’état d’esquisse, est conservée au Musée de Nancy. Nommé chevalier de la Légion d'honneur, en 1872, « S’il eût intrigué, ou fait des visites officielles, il fût devenu officier de la Légion d’honneur et membre de l’Institut comme tant d’autres », selon le critique d’art Louis Vauxcelles, qui affirme également que 

« L’homme était exquis. Les familiers de son atelier, […] ses élèves : MM. Lavergne, Henri Dabadie, appréciaient la pénétration, la vivacité de ses discussions courtoises, son humour piquant […]. Le trait dominant de son caractère était la réserve et la modestie. Mais Henri Lévy avait horreur du bluff et de la parade. Ce fut […] un homme bon et un sage. Tous ceux qui l’ont approché l’ont aimé. »

Georges A. L. Boisselier, Jeanne Donnadieu, Émile-Louis Foubert, Eugène Trigoulet, ont également été au nombre de ses élèves.

## Hommages
Plusieurs artistes ayant formé le projet d'élever un monument à sa mémoire à Nancy, le comité d'initiative s'était rendu à l'atelier du sculpteur Jules Antoine Carl et approuvé la maquette exécutée par cet artiste avec le concours de Gaston Munier (d) . Une impasse de sa ville natale a reçu son nom.

## Œuvres

### La Jeune Fille et la Mort
De style symboliste, La Jeune Fille et la Mort témoigne de la maîtrise picturale de Lévy ainsi que de son goût pour les créatures ailées. Cette peinture reprend la composition d'Eurydice, réalisée dix ans auparavant, où la mort apparaît sous la forme d'un archange venue sauver Eurydice dont aucun des attributs n'est visible, rendant le sujet mystérieux, à la croisée de la mythologie et de la religion. Cet univers littéraire et surnaturel est proche de celui de Moreau.
Le dramatisme de la scène est traité avec retenue, l'élément central étant le corps de la nymphe ; celui-ci se détache d'un paysage sombre et déchargé, représentant un contraste entre l'hostilité de la nature hostile et la fragilité délicate de la vie.

### Liste

#### Peintures
| Tableau | Titre                                                            | Date      | Dimensions       | Notes                                                                                    | Lieu de conservation                             |
| ------- | ---------------------------------------------------------------- | --------- | ---------------- | ---------------------------------------------------------------------------------------- | ------------------------------------------------ |
|         |                                                                  |           |                  |                                                                                          |                                                  |
|         | Véturie aux pieds de Coriolan                                    | 1862      | 145 × 113 cm     |                                                                                          | Paris, École nationale supérieure des beaux-arts |
|         | Joseph se fait reconnaître par ses frères                        | 1863      |                  |                                                                                          | Localisation inconnue                            |
|         | Homère dans l'île de Scyros                                      | 1864      |                  |                                                                                          | Localisation inconnue                            |
|         | Joas sauvé du massacre des petits-fils d'Athalie                 | 1867      | 312,5 × 237,5 cm |                                                                                          | Arras, musée des Beaux-Arts                      |
|         | Un Hébreu captif pleurant sur les ruines de Jérusalem            | 1869      | 280 × 205 cm     |                                                                                          | Nancy, musée des Beaux-Arts                      |
|         | La Mort d'Orphée                                                 | vers 1870 | 46,5 × 55,8 cm   |                                                                                          | Chicago, Art Institute of Chicago                |
|         | Hérodiade                                                        | 1872      | 287 × 235 cm     |                                                                                          | Brest, musée des Beaux-Arts                      |
|         | Le Christ au tombeau                                             | 1873      | 29,2 × 33,7 cm   |                                                                                          | Tulsa, Philbrook Museum of Art                   |
|         | Sarpédon                                                         | 1874      | 306 × 234,5 cm   |                                                                                          | Paris, musée d'Orsay                             |
|         | Les Bienfaits du Commerce (esquisse)                             | vers 1874 | 87 × 65 cm       |                                                                                          | Soissons, musée de Soissons                      |
|         | Les Bienfaits du Commerce et l'allégorie de la Paix (esquisse)   | vers 1874 | 92 × 73 cm       |                                                                                          | Dijon, musée des Beaux-Arts                      |
|         | Allégorie de la Paix                                             | vers 1874 |                  |                                                                                          | Localisation inconnue                            |
|         | Un évêque (esquisse)                                             | 1884      | 81 × 60,3 cm     |                                                                                          | Paris, Petit Palais                              |
|         | La Mort de Roland et Charlemagne entouré des hommes de son temps |           | 130 × 54 cm      |                                                                                          | Localisation inconnue                            |
|         | La Mort de Roland                                                |           |                  | Décor du Panthéon                                                                        | Paris, Panthéon                                  |
|         | Charlemagne entouré des hommes de son temps                      |           |                  | Décor du Panthéon                                                                        | Paris, Panthéon                                  |
|         | Le Couronnement de Charlemagne                                   |           |                  | Décor du Panthéon                                                                        | Paris, Panthéon                                  |
|         | La Pâque juive                                                   | 1885      | 195 × 355 cm     |                                                                                          | Localisation inconnue                            |
|         | La Mort de saint Jean-Baptiste                                   | 1886      | 400 × 295 cm     |                                                                                          | Rennes, musée des Beaux-Arts                     |
|         | La Loi                                                           | 1887      |                  |                                                                                          | Pantin, mairie, localisation actuelle inconnue   |
|         | La Liberté, l'Égalité, et la Fraternité (esquisse)               | 1887      | 100 × 256 cm     |                                                                                          | Paris, Petit Palais                              |
|         | La Liberté                                                       | 1888-1890 |                  | tondo du plafond de la salle des Fêtes, Paris, mairie du 6e arrondissment,               |                                                  |
|         | L'Égalité                                                        | 1888-1890 |                  | tondo du plafond de la salle des Fêtes, Paris, mairie du 6e arrondissment                |                                                  |
|         | La Fraternité                                                    | 1888-1890 |                  | tondo du plafond de la salle des Fêtes, Paris, mairie du 6e arrondissment                |                                                  |
|         | Femme à la cassette                                              | vers 1890 | 24 × 17 cm       |                                                                                          | Amiens, musée de Picardie                        |
|         | Eurydice                                                         | 1891      |                  |                                                                                          | Localisation inconnue                            |
|         | Ève cueillant la pomme                                           | 1892      |                  |                                                                                          | Localisation inconnue                            |
|         | Œdipe s'exilant de Thèbes                                        | 1892      | 100 × 65,2 cm    |                                                                                          | Reims, musée des Beaux-Arts                      |
|         | Le Christ mort                                                   | vers 1893 |                  |                                                                                          | Villefranche-sur-Saône, musée Paul-Dini          |
|         | Les Gloires de la Bourgogne (esquisse)                           | vers 1894 | 61,1 × 110,7 cm  |                                                                                          | Autun, musée Rolin                               |
|         | Les Gloires de la Bourgogne                                      | 1894      | 400 × 800 cm     |                                                                                          | Dijon, palais des ducs de Bourgogne              |
|         | Œdipe vainqueur du Shinx                                         | 1894      |                  |                                                                                          | Localisation inconnue                            |
|         | Deucalion et Pyrrha                                              | 1894      |                  |                                                                                          | Localisation inconnue                            |
|         | Samson et Dalila (esquisse)                                      | vers 1899 | 37 × 29 cm       |                                                                                          | Localisation inconnue                            |
|         | Samson et Dalila                                                 | vers 1899 | 87,6 × 69,2 cm   |                                                                                          | New York, Brooklyn Museum                        |
|         | Samson et Dalila                                                 | 1899      | 263 × 207 cm     |                                                                                          | Cannes, musée des Explorations du monde          |
|         | Hébé et l'aigle de Jupiter                                       | 1900      |                  |                                                                                          | Nancy, musée des Beaux-Arts                      |
|         | La jeune fille et la Mort                                        | vers 1900 | 306 × 274 cm     |                                                                                          | Nancy, musée des Beaux-Arts                      |
|         | Allégorie du Droit                                               | 1901      | 441 × 193 cm     |                                                                                          | Paris, Palais-Royal                              |
|         | Le Rêve du chevalier                                             |           | 122,5 × 88,5 cm  |                                                                                          | Paris, Petit Palais                              |
|         | La dernière Communion de saint François (esquisse)               |           | 35 × 18,7 cm     |                                                                                          | Beauvais, MUDO - Musée de l'Oise                 |
|         | Tête de femme                                                    |           | 56,5 × 46 cm     |                                                                                          | Rouen, musée des Beaux-Arts                      |
|         | Portrait du poète Albert Mérat                                   |           | 25 × 42 cm       |                                                                                          | Versailles, musée de l'Histoire de France        |
|         | Vénus et L'Amour                                                 |           | 226 × 92 cm      |                                                                                          | Localisation inconnue                            |
|         | Bacchus et Ariane                                                |           | 226 × 92 cm      |                                                                                          | Collection particulière                          |
|         | La Fin des religions                                             | vers 1904 | 288 × 221 cm     | Fusain sur papier contrecollé sur toile. Don de Madame Lévy à la Ville de Nancy en 1905. | Nancy, musée des Beaux-Arts                      |
|         | Bonaparte à la mosquée du Caire                                  |           |                  |                                                                                          | Mulhouse, musée des Beaux-Arts                   |

- Hécube retrouve au bord de la mer le corps de son fils Polydore, 1865, médaille au Salon de 1865.
- La Charmeuse, Fécamp, musée des Pêcheries.
- Étude pour les gloires de la Bourgogne, Dijon, palais des ducs de Bourgogne.
- Panneaux décoratifs au musée des Beaux-Arts de Nancy :
  - Hébé et l'aigle de Jupiter, 1876 ;
  - Clitia changée en tournesol.
- Vie de Saint Denis, peinture murale, Paris, église Saint-Merri.

#### Gravures
- Gray, musée Baron-Martin : quatre lithographies consacrées à Charlemagne d'après Marou (1848-1931), exécutées par Henry Lévy :
  - Charlemagne restaure les lettres et les Sciences, il fonde des Écoles pour la Jeunesse. De l'Extrême Orient Haroun Al Rachid lui envoie par des Ambassadeurs les clefs du Saint Sépulcre, lithographie au crayon, 54 × 26 cm ;
  - 1er Panneau d'une trilogie représentant l'Autel de Saint-Pierre de Rome, sur les marches des trompettes, au pied des Évêques, à droite un dais, lithographie au crayon, 54 × 32 cm ;
  - 2e Panneau central, lithographie au crayon, 54 × 39 cm ;
  - 3e Panneau, lithographie au crayon, 54 × 32 cm.

### Expositions
Le musée des Beaux-Arts de Nancy, qui possède une importante collection d'oeuvres d'Henri Lévy constituée d'envois de l'État, de dons et d'achats réalisés au tournant du XXIe siècle, organise en 1996 une rétrospective sur le peintre : Henri Lévy et la tentation symboliste.